# ماتياس كارلسون
ماتياس كارلسون (بالسويدية: Mattias Carlsson)‏ هو لاعب هوكي الجليد سويدي، ولد في 9 فبراير 1980 في نيشوبينغ في السويد.

## وصلات خارجية
- ماتياس كارلسون على موقع EliteProspects.com (الإنجليزية)
- ماتياس كارلسون على موقع Eurohockey.com (الإنجليزية)
- ماتياس كارلسون على موقع HockeyDB.com (الإنجليزية)